# Trümmerfilm
Als Trümmerfilm werden Filme bezeichnet, die kurz nach dem Zweiten Weltkrieg in den vier deutschen Besatzungszonen entstanden sind und als Rahmenhandlung meist in den deutschen Kriegsruinen spielten. Die Filme spiegelten vor allem einen (halb-)dokumentarischen Blick auf die damalige Situation in Nachkriegsdeutschland wider. Aber auch eine kritische Auseinandersetzung mit der damaligen jüngsten Vergangenheit ist fester Bestandteil dieser Filme. Der Produktionszeitraum dieser Filme liegt in etwa von 1946 bis zur deutschen Staatengründung (etwa Ende 1949).
Themen der Trümmerfilme sind unter anderem
- Probleme von Kriegsheimkehrern
- Die Armut, Leid und Not in Nachkriegsdeutschland
- Die Stunde Null
- Auseinandersetzung mit der Vergangenheit (siehe Vergangenheitsbewältigung)
- Schuld und Sühne
- Kriegsschäden und Kriegsverluste
- Trümmeralltag

Unverkennbar ist auch die enge filmische Verwandtschaft mit dem italienischen Neorealismus, der z. B. in Roberto Rossellinis Film Deutschland im Jahre Null kombiniert wurde. Aber auch die Verfilmung von deutscher Trümmerliteratur gehörte dazu, hierzu muss allerdings die Verfilmung im zeitlichen Rahmen des Trümmerfilms passen. Beispiel für eine Verfilmung ist der Film Liebe 47 basierend auf Wolfgang Borcherts Werk Draußen vor der Tür. Selten waren heitere Sujets, wie etwa in dem Jugendfilm 1-2-3 Corona von 1947/48.
Als erster Trümmerfilm (und erster deutscher Nachkriegsfilm) gilt Wolfgangs Staudtes Film Die Mörder sind unter uns, der  im Oktober 1946 in der Sowjetischen Besatzungszone in Berlin uraufgeführt wurde.

## Liste bekannter Trümmerfilme
(Datum in Klammern gibt die Uraufführung an)
- Die Mörder sind unter uns (Regie: Wolfgang Staudte) (15. Oktober 1946)
- Freies Land (Regie: Milo Harbich) (18. Oktober 1946)
- Irgendwo in Berlin (Regie: Gerhard Lamprecht) (18. Dezember 1946)
- In jenen Tagen (Regie: Helmut Käutner) (13. Juni 1947)
- … und über uns der Himmel (Regie: Josef von Báky) (9. Dezember 1947)
- Zwischen gestern und morgen – (Regie: Harald Braun) (11. Dezember 1947)
- Film ohne Titel (Regie: Rudolf Jugert) (21. Januar 1948)
- Berliner Ballade (Regie: Robert A. Stemmle) (31. Dezember 1948)
- Liebe 47 (Regie: Wolfgang Liebeneiner) (7. März 1949)
- Der Ruf (Regie: Josef von Báky) (13. April 1949)
- Wohin die Züge fahren (Regie: Boleslaw Barlog) (3. Juni 1949)